# Будинок на вулиці Соломії Крушельницької, 17 (Львів)
Будинок за адресою вулиця Соломії Крушельницької, 17 у Львові — багатоквартирний житловий триповерховий будинок. Пам'ятка архітектури місцевого значення № 1408-м. Розташований будинок у периметральній забудові вулиці.

## Історія
Колишня кам’яниця Ріґера, збудована у 1882–1883 роках за проектом архітектора Зиґмунта Кендзерського, фасад оздоблено декоративною скульптурою авторства Леонарда Марконі. Кам’яниця вирізняється оригінальним плануванням: структурним центром плану є сходова клітка з освітленням через скляний плафон. Зберігся автентичний інтер’єр зали-салону кінця ХІХ століття. Стильова характеристика: неоренесанс. 
Близько 1909 року колишній будинок Ріґера перейшов у власність Давида Абрагамовича. У подвір’ї новонабутої кам’яниці на замовлення нового власника за проектом архітектора Зигмунта Пшорна споруджено виокремлену офіцину (флігель) зі стайнею і возівнею та мурований ґанок.
По війні будинок перебував у власності Софії Плахецької, яка ініціювала надбудову четвертого поверху, виконану за проектом архітектора Генрика Заремби у 1929–1930 роках. Наступним власником, упродовж 1930-1939 років, була адвокатська палата міста Львова. У цей період проведено перебудову помешкань третього поверху.
Нині використовується як житловий багатоквартирний будинок з офісними приміщеннями. На другому поверсі міститься Львівська обласна організація Національної спілки письменників України.